# 查弼納
查弼納（穆麟德轉寫：cabina，？—1731年），中國清朝官員，完顏氏，滿洲正黃旗人。
康熙六十一年（1722年）接替長鼐擔任兩江總督，在任內創辦鐘山書院，中國近現代史學先驅、儒學宗師柳詒徵曾就讀於此。
雍正四年（1726年）召回京城。雍正五年八月己丑，接替法海，擔任清朝兵部尚書，雍正七年（1729年），查弼納以兵部尚書之職隨同名將傅爾丹和岳鍾琪出征準噶爾平叛，因總管西路軍需糧餉有功，被召見授予副將軍，協助靖邊大將軍傅爾丹指揮軍事行動。雍正九年（1731年）六月準噶爾軍大舉攻擊北路清軍，傅爾丹、查弼納所領清軍中計冒進，受到伏擊，六月二十三日，清軍大營退至和通呼爾哈諾爾（又稱「和通泊」，此役史稱「和通泊之戰」）再遭重創，全軍敗潰，查弼納與傅爾丹走散，他以為傅爾丹戰死了，不願面對軍事審訊，曰「吾罪當死，蒙恩幸得生。頒白之年，豈可復對獄吏？」遂復入敵營衝殺陣亡，歿年49歲，嗣後雍正帝追贈三等阿達哈哈番世職（三等輕車都尉）。

## 延伸阅读
[在维基数据编辑]
 《清史稿/卷298》，出自趙爾巽《清史稿》